# Phaonia trispila
Phaonia trispila är en tvåvingeart som först beskrevs av Jacques-Marie-Frangile Bigot 1885.  Phaonia trispila ingår i släktet Phaonia och familjen husflugor. Inga underarter finns listade i Catalogue of Life.